# Lazurstadion
Het Lazurstadion is een multifunctioneel stadion in Boergas, een stad in Bulgarije. 
Het stadion wordt vooral gebruikt voor voetbalwedstrijden, de voetbalclub PFC Neftochimic Boergas maakt gebruik van dit stadion. Tussen 2006 en 2015 maakte ook PSFC Tsjernomorets Boergas gebruik van dit stadion. Ook het nationale elftal speelde een aantal keer een wedstrijd hier. In het stadion is plaats voor 18.037 toeschouwers. Het stadion werd geopend in 1967. Eerder heette het stadion tussen 1967 en 2002 het Neftochimicstadion en tussen 2002 en 2006 het Naftexstadion.

## Interlands
| Datum            | Thuisteam | Uitslag | Uitteam   | Competitie             | Toeschouwers | Onderlingsresultaat |
| ---------------- | --------- | ------- | --------- | ---------------------- | ------------ | ------------------- |
| 8 juni 1997      | Bulgarije | 4 – 0   | Luxemburg | WK 1998 – Kwalificatie | 19.000       | onderlingsresultaat |
| 6 september 1998 | Bulgarije | 0 – 3   | Polen     | EK 2000 – kwalificatie | 15.000       | onderlingsresultaat |
| 14 oktober 1998  | Bulgarije | 0 – 1   | Zweden    | EK 2000 – kwalificatie | 12.000       | onderlingsresultaat |
| 22 augustus 2007 | Bulgarije | 0 – 1   | Wales     | Vriendschappelijk      | 15.000       | onderlingsresultaat |